# Ytterbium(III)-bromid
Ytterbium(III)-bromid (YbBr3) ist eine chemische Verbindung aus den Elementen Ytterbium und Brom. Es bildet farblose Kristalle.

## Gewinnung und Darstellung
Eine Darstellung von wasserfreiem Ytterbium(III)-bromid durch Erhitzen des Hexahydrats im HBr-Strom gelingt nicht und führt zur Bildung von basischen Salzen. Es gelingt jedoch aus einem Gemisch des Hexahydrats mit Ammoniumbromid (NH4Br) im Hochvakuum bei ansteigender Temperatur. Bei 350 °C ist die Substanz wasserfrei.

## Eigenschaften und Verwendung
Ytterbium gehört zu den Lanthanoiden und besitzt die Elektronenkonfiguration [Xe] 4f14 6s2. In seinen Verbindungen kommt es bevorzugt in der Oxidationsstufe +3 und seltener in der Oxidationsstufe +2 vor.
Durch thermischen Abbau von Ytterbium(III)-bromid erfolgt die Darstellung von Ytterbium(II)-bromid:
{\displaystyle \mathrm {2\ YbBr_{3}\ {\xrightarrow[{}]{\Delta \ T}}\ 2\ YbBr_{2}\ +\ Br_{2}} }